# Adelantando
Adelantando es el sexto álbum de estudio del grupo de poprock español Jarabe de Palo. Este disco del conjunto liderado por Pau Donés está compuesto por once temas e incluye algunas colaboraciones con LaMari (Chambao) en "Déjame vivir", Carlos Tarque (M-Clan) en "Avisa a tu madre" y La Shica, en la canción que da nombre al disco, "Adelantando". El álbum contiene además un bonus track de la canción "Me gusta como eres" interpretada en italiano. Adelantando se puso a la venta en España el 10 de abril de 2007 y de él se extrajo su primer sencillo, "Olé", para su promoción a partir del 17 de marzo.

## Lista de canciones
1. Adelantando (con La Shica) - 3:40
2. Olé - 3:45
3. No escondas tu corazón - 3:50
4. Avisa a tu madre (con Carlos Tarque de M Clan) - 3:14
5. Me gusta como eres - 3:47
6. Blablabla - 3:37
7. Déjame vivir (con La Mari de Chambao) - 3:40
8. Voy a llevármela leve - 3:40
9. No te duermas - 3:27
10. Estamos prohibidos - 3:17
11. A tu lado - 3:42
12. Me gusta como eres (en italiano) [Bonus Track] - 3:47

## Sencillos
- Déjame vivir
- Mi piace come sei